# Naturbruksgymnasiet, Burträsk

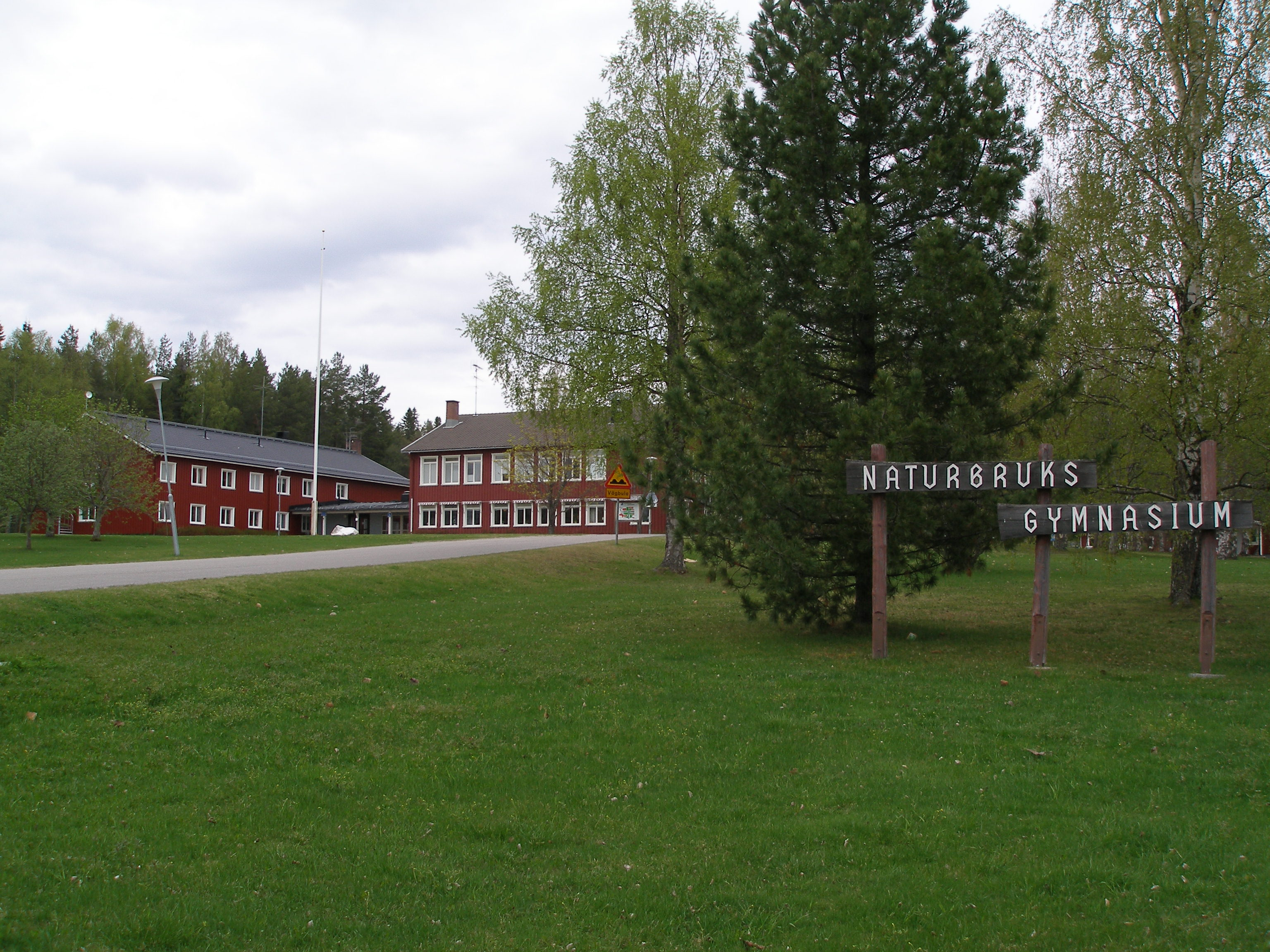
Naturbruksgymnasiet i Burträsk

Naturbruksgymnasiet, Burträsk är en gymnasieskola i Åbyn, Burträsk, Skellefteå kommun, Västerbottens län.
Skolan erbjuder Naturbruksprogrammet med inriktningarna "Skog", "Naturturism" samt "Djur". Läsåret 2023/2024 finns cirka 85 elever på skolan. För långväga elever finns möjlighet till boende i ett internat på skolområdet.